# ロン・アトキンソン
ロナルド・アーネスト・アトキンソン（Ronald Ernest Atkinson , 1939年3月18日 - ）は、イングランドのリヴァプール出身のサッカー選手、サッカー指導者。選手時代のポジションはMF（ウイングハーフ）。

## 経歴
アトキンソンはリヴァプールで生まれたが、その数週間後にバーミンガムへと移った。17歳でアストン・ヴィラFCと契約したが、トップチームでプレーすることはなかった。1959年にオックスフォード・ユナイテッドFCへ移籍。500を超える試合に出場し、キャプテンも務めた。
現役引退後の1971年、ケタリング・タウンFCの監督に就任。ケンブリッジ・ユナイテッドFCを経て、1978年から1部リーグのウェスト・ブロムウィッチ・アルビオンFCの指揮を執った。就任初年度にウェスト・ブロムウィッチはリーグ3位となり、UEFAカップ準々決勝に進出した。1981年、デーブ・セクストンの解雇に伴ってマンチェスター・ユナイテッドFCの指揮官に就任した。マンチェスター・ユナイテッドでは、かつて率いたウェスト・ブロムウィッチから175万ポンドでブライアン・ロブソンを獲得し、コミュニティーシールド、FAカップを獲得した。
1987年秋に再びウェスト・ブロムウィッチの監督に就任。当時のウェスト・ブロムウィッチは2部リーグに属しており、残留争いをしていたが、最終的に20位でシーズンを終え、勝ち点1の差で残留に成功した。その後もいくつものクラブを率い、シェフィールド・ウェンズデイFC、アストン・ヴィラFCの2クラブでフットボールリーグカップを獲得した。

## 監督成績
| クラブ                               | 就任           | 退任           | 記録  | 記録 | 記録 | 記録 | 記録   |
| クラブ                               | 就任           | 退任           | 試    | 勝   | 分   | 敗   | 勝率   |
| ------------------------------------ | -------------- | -------------- | ----- | ---- | ---- | ---- | ------ |
| ケタリング・タウン                   | 1971年12月14日 | 1974年11月22日 |       |      |      |      |        |
| ケンブリッジ・ユナイテッド           | 1974年11月22日 | 1978年1月12日  | 146   | 68   | 36   | 42   | 046.58 |
| ウェスト・ブロムウィッチ・アルビオン | 1978年1月12日  | 1981年6月9日   | 159   | 70   | 36   | 53   | 044.03 |
| マンチェスター・ユナイテッド         | 1981年6月9日   | 1986年11月6日  | 292   | 146  | 67   | 79   | 050.00 |
| ウェスト・ブロムウィッチ・アルビオン | 1987年9月3日   | 1988年10月12日 | 53    | 15   | 23   | 15   | 028.30 |
| アトレティコ・マドリード             | 1988年10月12日 | 1989年1月16日  | 12    | 6    | 3    | 3    | 050.00 |
| シェフィールド・ウェンズデイ         | 1989年2月14日  | 1991年6月6日   | 118   | 49   | 34   | 35   | 041.53 |
| アストン・ヴィラ                     | 1991年6月7日   | 1994年11月10日 | 178   | 77   | 56   | 45   | 043.26 |
| コヴェントリー・シティ               | 1995年2月15日  | 1996年11月5日  | 74    | 19   | 28   | 27   | 025.68 |
| シェフィールド・ウェンズデイ         | 1997年11月14日 | 1998年5月17日  | 27    | 9    | 11   | 7    | 033.33 |
| ノッティンガム・フォレスト           | 1999年1月11日  | 1999年5月16日  | 16    | 4    | 10   | 2    | 025.00 |
| 合計                                 | 合計           | 合計           | 1,078 | 464  | 306  | 308  | 043.04 |

## タイトル

### 個人
- プレミアリーグ月間最優秀監督：1回（1995年3月）